# Gyalecta
Gyalecta es un género de hongos en la familia Gyalectaceae que contiene 50 especies. Gyalecta fue circunscripto por Erik Acharius en 1808.

## Especies selectas
- Gyalecta ancistrospora Aptroot & K.H.Moon (2014)
- Gyalecta arbuti (Bagl.) Baloch & Lücking (2013)
- Gyalecta azorellae Øvstedal (2007)
- Gyalecta bicellulata (Kalb) D.Hawksw. & Lücking (2019)
- Gyalecta biformis (Körb.) H.Olivier (1911)
- Gyalecta calcicola (Walt.Watson) Baloch & Lücking (2013)
- Gyalecta caudata (Kalb) D.Hawksw. & Lücking (2019)
- Gyalecta caudiospora Z.F.Jia (2019)
- Gyalecta coralloidea Kalb (2008)
- Gyalecta derivata (Nyl.) H.Olivier (1911)
- Gyalecta flotovii Körb. (1855)
- Gyalecta foveolaris (Ach.) Schaer. (1836)
- Gyalecta geoica (Wahlenb.) Ach. (1808)
- Gyalecta gyalizella (Nyl.) Baloch & Lücking (2013)
- Gyalecta herculina (Rehm) Baloch, Lumbsch & Wedin (2013)
- Gyalecta himalayensis (Vězda & Poelt) Baloch & Lücking (2013)
- Gyalecta hokkaidica Gagarina (2015)
- Gyalecta incarnata (Th.Fr. & Graewe ex Thhongos.Fr.) Baloch & Lücking (2013)
- Gyalecta jenensis (Batsch) Zahlbr. (1924)
- Gyalecta kibiensis H.Harada & Yoshim. (2005)
- Gyalecta lumbrispora (Etayo) Baloch & Lücking (2013)
- Gyalecta lyngei Baloch & Lücking (2013)
- Gyalecta mediterranea (Nav.-Ros. & Llimona) Baloch & Lücking (2013)
- Gyalecta nidarosiensis (Kindt) Baloch & Lücking (2013)
- Gyalecta nigritella Cl.Roux & M. Bertrand (2014)
- Gyalecta obesispora R.C.Harris & Lendemer (2013)
- Gyalecta ophiospora (Lettau) Baloch & Lücking (2013)
- Gyalecta pellucida (Coppins & Malcolm) Baloch & Lücking (2013)
- Gyalecta pittieriana (Kalb, G.Lugo & J.E.Hern.) D.Hawksw. & Lücking (2019)
- Gyalecta russula (Körb. ex Nyl.) Baloch, Lumbsch & Wedin (2013)
- Gyalecta saxatilis (Vězda) D.Hawksw. & Lücking (2019)
- Gyalecta stellaris (Müll.Arg.) D. Hawksw. & Lücking (2019)
- Gyalecta titovii Gagarina (2011)
- Gyalecta truncigena (Ach.) Hepp (1853)
- Gyalecta ulleungdoensis S.Y.Kondr., Lőkös & Hur (2019)
- Gyalecta ulmi (Sw.) Zahlbr. (1890)
- Gyalecta uncinata (P.M.McCarthy & Kantvilas) Baloch & Lücking (2013)
- Gyalecta vezdana (Malcolm & Coppins) Baloch & Lücking (2013)

## Galería

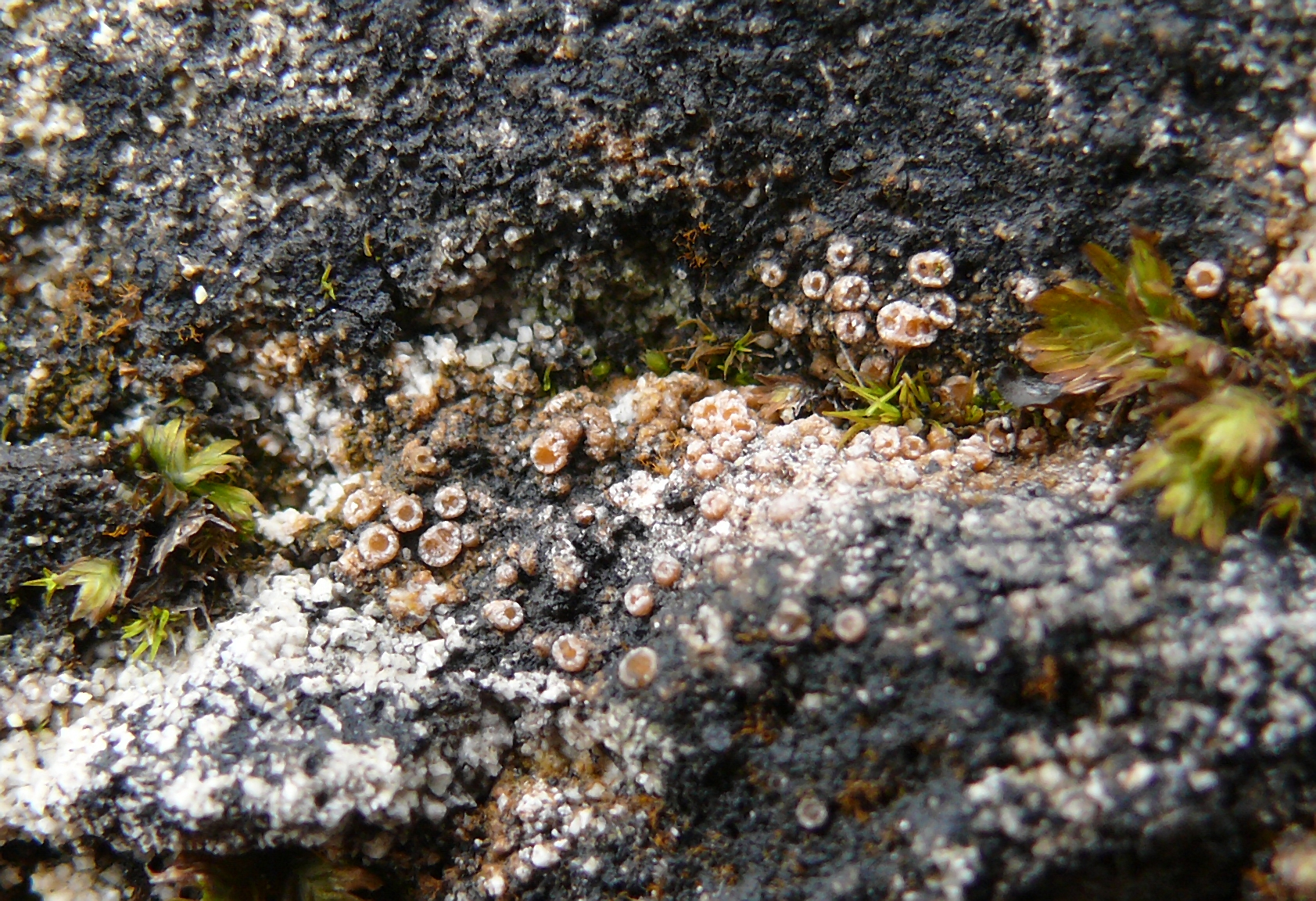
Gyalecta jenensis, Jura de Suabia, Alemania
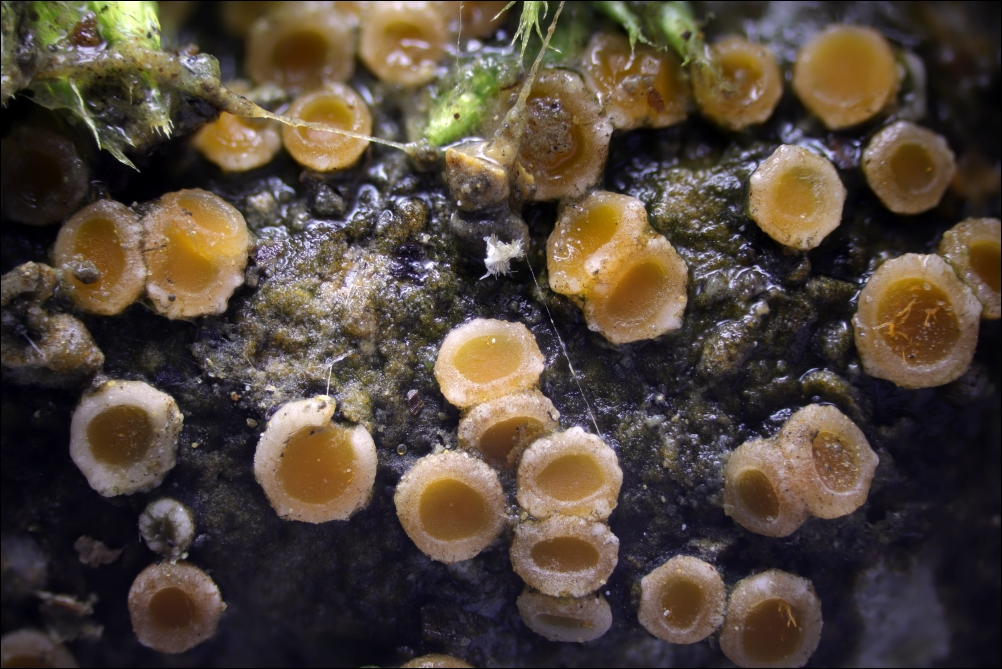
Gyalecta jenensis, Apotecios
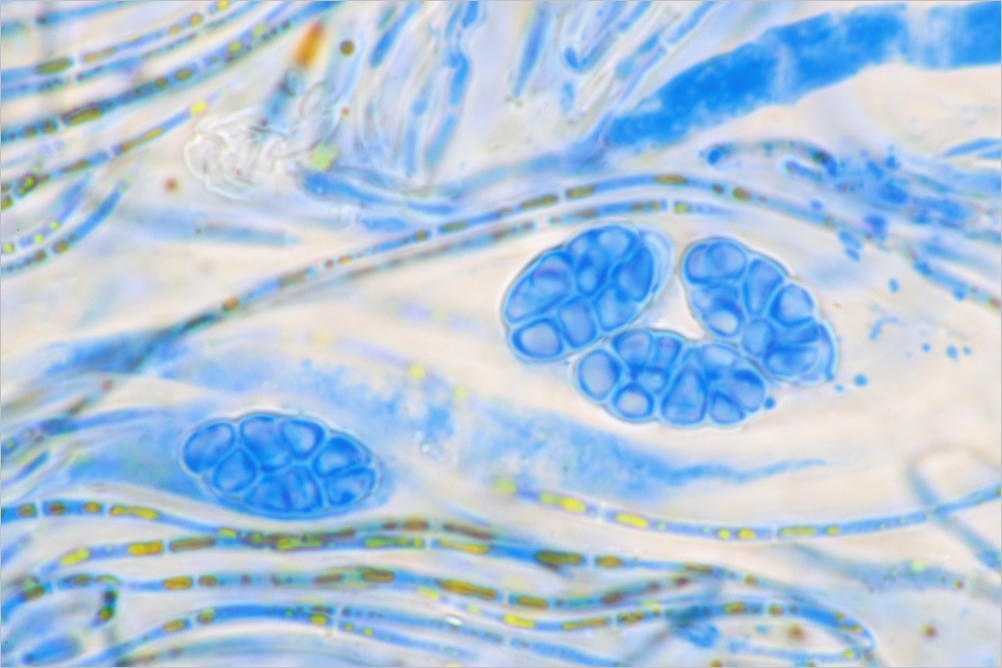
Gyalecta jenensis, esporas coloreadas